# Além Paraíba
Além Paraíba is een gemeente in de Braziliaanse deelstaat Minas Gerais. De gemeente telt 34.591 inwoners (telling 2009).

## Aangrenzende gemeenten
De gemeente grenst aan Chiador, Leopoldina, Mar de Espanha, Santo Antônio do Aventureiro, Volta Grande, Carmo (RJ) en Sapucaia (RJ).